# عين الراهب
عين الراهب قرية في ناحية الناصرة التابعة لمنطقة تلكلخ في محافظة حمص.